# William Lee Scott
William Lee Scott (New York City, 6 giugno 1973) è un attore statunitense.

## Carriera
William ha iniziato la sua carriera nel 1996 recitando nella sitcom statunitense The Steve Harvey Show. In seguito ha preso parte ad altre serie tv come Gun e Cracker. Sempre nel 1997 recita al fianco di Uma Thurman e Ethan Hawke nel film Gattaca - La porta dell'universo. 
Nel 1999 recita nel film biografico Cielo d'ottobre con Jake Gyllenhaal e Laura Dern e nel film drammatico Black & White con Robert Downey Jr. e Jared Leto.
Nel 2000 prende parte all'adrenalinico Fuori in 60 secondi con Nicolas Cage e Angelina Jolie. Nel 2001 prende parte al kolossal Pearl Harbor con Ben Affleck, Josh Hartnett, Kate Beckinsale, Jennifer Garner, Cuba Gooding Jr. e John Voight. Nel 2003 prende parte all'horror Identità al fianco di John Cusack e Rebecca De Mornay. Nello stesso anno prende parte alla commedia Scemo e più scemo - Iniziò così.
Nel 2004 fa parte del cast del film The Butterfly Effect con Ashton Kutcher.
Nel 2009 ha un piccolo ruolo, non accreditato, nel film d'azione Brooklyn's Finest con Don Cheadle, Richard Gere e Ethan Hawke. Nel 2010 è al fianco di Melissa Joan Hart nell'horror Nine Dead.

## Filmografia

### Cinema
- Gattaca - La porta dell'universo (Gattaca), regia di Andrew Niccol (1997)
- The Opposite of Sex - L'esatto contrario del sesso (The Opposite of Sex), regia di Don Roos (1998)
- Tis the Season, regia di Justin Dorazio – cortometraggio (1998)
- Cielo d'ottobre (October Sky), regia di Joe Johnston (1999)
- Black & White (Black and White), regia di James Toback (1999)
- Fuori in 60 secondi (Gone in 60 Seconds), regia di Dominic Sena (2000)
- Pearl Harbor, regia di Michael Bay (2001)
- Identità (Identity), regia di James Mangold (2003)
- Scemo & più scemo - Iniziò così... (Dumb & Dumberer: When Harry Met Lloyd), regia di Troy Miller (2003)
- The Butterfly Effect, regia di Eric Bress e J. Mackye Gruber (2004)
- Killer Diller, regia di Tricia Brock (2004)
- Beautiful Dreamer - La memoria del cuore (Beautiful Dreamer), regia di Terri Farley-Teruel (2006)
- The Novice, regia di Murray Robinson (2006)
- American sunshine (The Go-Getter), regia di Martin Hynes (2007)
- Farm House, regia di George Bessudo (2008)
- Brooklyn's Finest, regia di Antoine Fuqua (2009) (non accreditato)
- Nine Dead, regia di Chris Shadley (2010)
- Burning Blue, regia di D.M.W. Greer (2013)
- I magnifici 7 (The Magnificent Seven), regia di Antoine Fuqua (2016)

### Televisione
- Gun – serie TV, episodio 1x02 (1997)
- Le ali per volare (Before Women Had Wings) – film TV (1997)
- Cracker – serie TV, episodio 1x07 (1997)
- The Steve Harvey Show – serie TV, 122 episodi (1996-2002)
- CSI: Miami – serie TV, episodio 1x22 (2003)
- $5.15/Hr. – film TV (2004)
- The Winning Season – film TV (2004)
- Twenty Questions – film TV (2006)
- Criminal Minds – serie TV, episodio 3x04 (2007)
- E.R. - Medici in prima linea (ER) – serie TV, episodio 14x14 (2008)
- CSI: Scena del crimine (CSI: Crime Scene Investigation) – serie TV, episodio 9x15 (2009)
- Chase – serie TV, episodio 1x07 (2010)
- La guerra di Madso (Madso's War) – film TV (2010)

## Doppiatori italiani
Nelle versioni in italiano delle opere in cui ha recitato, William Lee Scott è stato doppiato da:
- Roberto Gammino in Criminal Minds, Black & White
- Riccardo Rossi in The Opposite of Sex - L'esatto contrario del sesso
- Francesco Pezzulli in Gattaca - La porta dell'universo
- Massimiliano Alto in Cielo d'ottobre
- Alessandro Quarta in Fuori in 60 secondi
- Nanni Baldini in Identità
- Marco Vivio in The Butterfly Effect
- David Chevalier in Brooklyn's Finest
- Edoardo Stoppacciaro in CSI - Scena del crimine